# Сан-Домингус-ду-Азейтан

Сан-Домингус-ду-Азейтан на карте штата.

Сан-Домингус-ду-Азейтан (порт. São Domingos do Azeitão) — муниципалитет в Бразилии, входит в штат Мараньян. Составная часть мезорегиона Юг штата Мараньян. Входит в экономико-статистический микрорегион Шападас-дас-Мангабейрас. Население составляет 6983 человека на 2010 год. Занимает площадь 960,932 км². Плотность населения — 7,27 чел./км².

## Демография
Согласно сведениям, собранным в ходе переписи 2010 г. Национальным институтом географии и статистики (IBGE), население муниципалитета составляет:
| Полное население                               | Полное население                               | Полное население                               | Полное население                               | 6983  |
| ---------------------------------------------- | ---------------------------------------------- | ---------------------------------------------- | ---------------------------------------------- | ----- |
| в том числе:                                   | Городское население                            | 4961                                           | Процент городского населения, %                | 71,04 |
|                                                | Сельское население                             | 2022                                           | Процент сельского населения, %                 | 28,96 |
|                                                | Мужское население                              | 3566                                           | Процент мужского населения, %                  | 51,07 |
|                                                | Женское население                              | 3417                                           | Процент женского населения, %                  | 48,93 |
| Плотность населения, чел/км²                   | Плотность населения, чел/км²                   | Плотность населения, чел/км²                   | Плотность населения, чел/км²                   | 7,27  |
| Население муниципалитета в % к населению штата | Население муниципалитета в % к населению штата | Население муниципалитета в % к населению штата | Население муниципалитета в % к населению штата | 0,11  |

По данным оценки 2016 года, население муниципалитета составляет 7224 жителя.

## История
Город основан 10 ноября 1994 года. 

## Статистика
- Валовой внутренний продукт на 2003 год составляет 31 806 821,00 реалов (данные: Бразильский институт географии и статистики).
- Валовой внутренний продукт на душу населения на 2003 год составляет 4506,49 реалов (данные: Бразильский институт географии и статистики).
- Индекс развития человеческого потенциала на 2000 год составляет 0,609 (данные: Программа развития ООН).